# شوشووکا
شوشووکا (به لاتین: Šošůvka) یک منطقهٔ مسکونی در جمهوری چک است که در ناحیه بلانسکو واقع شده‌است. شوشووکا ۵٫۰۷ کیلومتر مربع مساحت و ۷۳۳ نفر جمعیت دارد و ۵۷۵ متر بالاتر از سطح دریا واقع شده‌است.